# Усадьба А. И. Башкировой
Усадьба А. И. Башкировой — архитектурный ансамбль в историческом центре Нижнего Новгорода. Главный дом построен в период эклектики в 1882—1894 годах. Авторы проектов — архитекторы Н. Б. Фельдт и В. М. Лемке.
Ансамбль состоит из трёх строений: главного дома, флигеля и служебного корпуса. Исторические здания сегодня — объекты культурного наследия Российской Федерации.

## История
На фиксационном плане 1853 года на территории усадьбы значились деревянный дом и несколько хозяйственных построек. По окладной книге 1865 года основными строениями являлись «деревянный на фундаменте с мезонином дом» и «деревянный без фундамента флигель». В оценочной ведомости 1874 года дом описан как «двухэтажный деревянный в пять окон по лицу». Владела усадьбой Анна Игнатьевна Башкирова, жена одного из нижегородских мукомолов-миллионеров. В 1882 году она заказала проект одноэтажного деревянного дома на каменном фундаменте архитектору Н. Б. Фельдту. Планы фасадов были утверждены 23 марта 1882 года и в течение лета дом был отстроен и оштукатурен.
В 1894 году в условиях подготовки Нижнего Новгорода к открытию Всероссийской промышленно-художественной выставки 1896 года купчиха приняла решение отремонтировать дом с изменением фасада. Новый проект составил инженер В. М. Лемке. Окна получили причудливые формы рельефных наличников, на концах здания проектировались аттики с вазонами по центру. В процессе строительства проект был изменён: упрощено оформление главного фасада, входная дверь перенесена с правого крыла на левое.
В 1918 году усадьба была экспроприирована. До 1939 года в зданиях размещалась конная милиция, позже здания приспособлены под жильё. До настоящего времени сохранились оригинальные фасады главного дома, с незначительными утратами штукатурного декора. Изменена внутренняя планировка, полностью переделана парадная лестница, не сохранились интерьеры парадного лестничного холла и полуподвальных помещений. Флигель и хозяйственный корпус не используются и разрушаются.

### Главный дом
Главный дом усадьбы деревянный, одноэтажный с каменным подвалом и входной частью. Фасады оштукатурены, кроме западной стены, представляющей собой брандмауэр. Центральная часть главного северного фасада рустована.

### Флигель
Наполовину снесён при строительстве многоэтажного офисного здания в глубине квартала. Представлял собой вытянутое полутораэтажное кирпичное здание, со скромным декором в духе эклектики. Проект датируется 1901 годом, автор не установлен.

### Служебный корпус
В конце 1904 года на месте прежних деревянных служб был выстроен новый каменный корпус. Одноэтажное здание было построено в кирпичном стиле. Автор проекта не установлен. Находится в руинированном состоянии после пожара. Обладает уникальной художественной ценностью, как чрезвычайно редкий для Нижнего Новгорода сохранившийся образец корпуса служб (хозяйственной постройки), выполненный в кирпичном стиле.